# Germinal (roman)
Germinal (in het Nederlands ook uitgegeven als De mijn) is een van de 20 delen uit de verhalencyclus Les Rougon-Macquart van Émile Zola, en werd in 1884-1885 als feuilleton gepubliceerd in het Franse tijdschrift Gil Blas. In Germinal stelt Zola de barre omstandigheden van het leven van de 19e-eeuwse mijnwerkers aan de kaak. De titel is afgeleid van de republikeinse kalender en staat voor de lentemaand. Hieruit blijkt de cultus van de vernieuwing: de hoop op een nieuw leven voor de mijnwerkers.
Zola documenteerde zich uiterst zorgvuldig voor het schrijven van dit verhaal. Hij observeerde de werking van de mijnen, de levensstijl van de mijnwerkers en hun sociale status in de maatschappij. Dankzij deze documentaire nauwkeurigheid zijn de passages bijzonder realistisch en gedetailleerd weergegeven, zowel in vertelling als in de beschrijving van de huisjes waarin de mijnwerkers hun dagen doorbrachten, en de werking van de mijnen. Deze details waren zo realistisch dat ze vaak zelfs als choquerend werden ervaren. De mijnwerkers worden beschreven als menselijk vee, waarbij de lelijkheid wordt benadrukt: ze zijn bleek en hebben blauwe plekken... In deze beschrijvingen van Zola klonk een aanklacht door: armoede maakt en is lelijk.
Het nadrukkelijk aanwezige deterministische mensbeeld: de mens wordt bepaald of gedetermineerd door zijn "afkomst, milieu, moment", en de verwerking van de politiek en wetenschappelijke betogen in de roman wijzen duidelijk op de naturalistische stijl.
Het werk heeft een epische toon en kent een zekere grandeur met zijn vele metaforen, zo wordt de fabriek bijvoorbeeld voorgesteld als een monster dat mensen opslokt. Zola had een opmerkelijke betrokkenheid met de beschreven wereld opgebouwd, waardoor het werk een functie van emancipatie mee krijgt.
In Germinal wordt de vrije indirecte rede toegepast. Het werk verscheen eerst in feuilletonvorm en kende een immens succes.

## Inhoud
Een jongeman, Étienne Lantier, is ontslagen na een conflict met zijn baas en arriveert in de mijnstreek Montsou in Noord-Frankrijk. Hij vindt werk in een mijn en onderdak bij het mijnwerkersgezin Maheu. Hij wordt verliefd op Catherine Maheu, maar zij is verloofd met de gewelddadige Chaval.
Étienne verspreidt revolutionaire ideeën en als er een loondaling komt zet hij de mijnwerkers aan tot staking. Deze leidt aanvankelijk tot niets en de mijnwerkers verhongeren. Wanneer de mijneigenaars mijnwerkers uit België willen inzetten vernielen de stakers de mijnen. Hierop grijpt het leger in en doodt verscheidene stakers, onder wie de vader Maheu. De mijnwerkers zetten de staking voort, maar keren zich tegen Étienne die zich verantwoordelijk voelt voor de ellende. Wanneer Catherine met een aantal mijnwerkers weer aan het werk gaat, neemt ook Étienne het werk weer op. Een anarchist saboteert echter de waterkeringen van de mijn. Een doorbraak en instortingen vernielen de mijn volledig en Étienne, Catherine en Chaval raken ingesloten. Na een provocatie vermoordt Étienne zijn rivaal en uiteindelijk sterft Catherine in zijn armen.
Na zijn redding verlaat Étienne de mijnstreek. Hij beseft dat de mijnwerkers hun doel niet hebben bereikt maar wel hun kracht hebben herkend.

## Verfilmingen
- 1903 : Germinal van Ferdinand Zecca, auteur van La Grève, film van 15 minuten
- 1905 : Au pays noir van Lucien Nonguet
- 1912 : Au pays des ténèbres (In het land van de duisternis) van Victorin Jasset
- 1913 : Germinal van Albert Capellani
- 1963 : Germinal van Yves Allégret met Jean Sorel, Berthe Granval, Claude Brasseur et Bernard Blier in de hoofdrollen
- 1993 : Germinal van Claude Berri met Renaud, Miou-Miou, Gérard Depardieu en Jean Carmet in de hoofdrollen
- 2021 : Germinal van Julien Lilti, France2, met Thierry Godard, Alix Poisson, Guillaume de Tonquédec en Sami Bouajila in de hoofdrollen

- Bibliothèque nationale de France: cb12011567j (data)
- Gemeinsame Normdatei: 4221251-0
- Library of Congress Control Number: no91015887
- MusicBrainz work: c2f60d17-a3be-469b-bc9f-bf48ddbfdc88
- Nationale Bibliotheek van Israël: 987007595280105171
- Système universitaire de documentation: 028239059
- Virtual International Authority File: 181861235